# Округ Лоренс (Охајо)
Округ Лоренс (енгл. Lawrence County) је округ у америчкој савезној држави Охајо.

## Демографија
По попису из 2010. године број становника је 62.450, што је 131 (0,2%) становника више него 2000. године.
| Група             | 2000.          | 2010.          |
| Белци             | 59.915 (96,1%) | 59.547 (95,4%) |
| Афроамериканци    | 1.302 (2,1%)   | 1.278 (2,0%)   |
| Азијати           | 117 (0,2%)     | 241 (0,4%)     |
| Хиспаноамериканци | 355 (0,6%)     | 445 (0,7%)     |
| Укупно            | 62.319         | 62.450         |